# Moussa Allakoï
Moussa Konaté, dit Magala koi («plaise à Dieu») est un roi du Mandé qui régna entre la fin du XIIe siècle et le début du XIIIe siècle. Il est le père et prédécesseur de Naré Maghann Konaté (1135-1218) et le grand-père du fondateur de l'empire du Mali, Diata Konaté, plus connu sous le nom de  Soundiata Keïta
On[Qui ?] rapporte qu'il aurait effectué plusieurs fois le pèlerinage à La Mecque (le roi du Mandé Baramenda Keïta fut le premier à se convertir à l'islam en 1050), sans que l'on sache très exactement si cela correspondait à une conviction profonde ou davantage à une conversion tactique.